# Robert W. Clower
Robert W. Clower (ur. 13 stycznia 1926, zm. 3 maja 2011) – amerykański ekonomista.
W czasie II wojny światowej służył w sztabie generała Omara Bradleya. Po wojnie w ukończył Washington State University, gdzie w późniejszy czasie także uczył. W czasie jego pracy naukowej był nagrodzony między innymi doktoratem honoris causa z University of Oxford.

## Wybrane publikacje
- 1954a. "An Investigation into the Dynamics of Investment," American Economic Review. 44(l), pp. 64-81.
- 1954b. "Price Determination in a Stock-Flow Economy" with D. W. Bushaw, Econometrica  22(3), p p. 328-343.
- 1957. Introduction to Mathematical Economics, with D.W. Bushaw. Chapter ("Section") and arrow-searchable page links.
- 1960. "On the Invariance of Demand for Cash and Other Assets," with M.L. Burstein, Review of Economic Studies, 28(1), p p. 32-36.
- 1964. "Monetary History and Positive Economics," Journal of Economic History, 24(3), p p. 364-380
- 1965. "The Keynesian Counter-Revolution: A Theoretical Appraisal," in F.H. Hahn and F.P.R. Brechling, ed., The Theory of Interest Rates. Macmillan. Reprinted in Clower, 1987, pp. 34-58.
- 1966. Growth without Development: An Economic Survey of Liberia, with George Dalton, Mitchell Harwitz, and Alan A. Walters. Review extract.
- 1967. "A Reconsideration of the Microfoundations of Monetary Theory," Western Economic Journal, 6(1), pp. 1-8 (press +).
- 1968. "Stock-flow analysis," International Encyclopedia of the Social Sciences, v. 12.
- 1969a. Editor, Monetary Theory: Selected Readings, Hammondsworth, Penguin.
- 1969b. "What Traditional Monetary Theory Really Wasn't," Canadian Journal of Economics. 2(2), p p. 299-302.
- 1973. "Say's Principle: What It Means and Doesn't Mean," with A. Leijonhufvud, Intermountain Economic Review.
- 1975a. "Reflections on the Keynesian Perplex," Journal of Economics, 35(1), p p. 1-25.
- 1975b. "The Coordination of Economic Activities: A Keynesian Perspective," with Axel Leijonhufvud, 1975, American Economic Review. 65(2), pp. 182-188 (press +).
- 1977. "The Anatomy of Monetary Theory," American Economic Review, 67(1), p p. 206-212. WP.
- 1978. "The Transactions Theory of the Demand for Money: A Reconsideration", with Peter W. Howitt, 86(3), pp. 449-466 (press +).
- 1987. Money and Markets, D.A. Walker, ed. Cambridge. Description and chapter-preview links.
- 1988. "The Ideas of Economists," in A. Klamer, D.N. McCloskey, and R.M. Solow, ed., The Consequences of Economic Rhetoric, Cambridge. pp. 85-98.
- 1989. "How Economists Think," Business and Economic Review, 36(1), pp. 9–17. Reprinted in 1995c.
- 1994. "Economics as an Inductive Science," Southern Economic Journal, 60(4), pp. 805-814 (press +). Presidential address, SEA.
- 1995a. "Axiomatics in Economics," Southern Economic Journal, 62(2), pp. 307-319(press +).
- 1995b. "On the Origin of Monetary Exchange," Economic Inquiry, 33(4), pp. 525–36. Abstract and reprint.
- 1995c. Economic Doctrine and Method: Selected Papers of R.W. Clower, Edward Elgar Publishing. Description.
- 1996. "Taking Markets Seriously: Groundwork for a Post-Walrasian Macroeconomics", with P.W. Howitt, in David Colander, ed., Beyond Microfoundations, pp. 21-37.
- 1999. "Robert W. Clower," in Brian Snowdon and Howard R. Vane, Conversations with Leading Economists: Interpreting Modern Macroeconomics, ch. 6, pp. 177-91.
- 2000. "The Emergence of Economic Organization," with Peter Howitt, Journal of Economic Behavior & Organization, 41(1), pp. 55-84 (select page and press +).